# Sonate pour clarinette de Denisov
La Sonate pour clarinette seule est une œuvre composée par Edison Denisov en 1972 et dédicacée au clarinettiste Lev Mikhailov.
La partition est publiée par Breitkopf & Härtel.

## Histoire
Edison Denisov est considéré comme un pionnier de la composition d'avant-garde russe, en utilisant des techniques de jeu contemporaines pour la clarinette, qui étaient employées régulièrement par les compositeurs contemporains occidentaux comme les micro-intervalles, les glissandos ou les frullatos. Denisov a composé la Sonate pour clarinette seule en 1972 et a entretenu des liens actifs avec la scène musicale contemporaine d'Europe occidentale. Ses compositions étaient bien connues à l'étranger et jouées régulièrement en Europe et aux États-Unis. En Union soviétique, la carrière musicale de Denisov n'a pas été sans obstacles. Cependant, un certain nombre des compositions des « Sept de Khrennikov » figurent parmi les pièces du répertoire pour clarinette les plus intéressantes et les plus souvent interprétées de la période soviétique.
La Sonate pour clarinette seule est sans conteste l'œuvre pour clarinette seule la plus jouée en Union soviétique et l'une des rares œuvres de ce domaine à avoir trouvé sa place dans le répertoire contemporain de la clarinette. Cette pièce est caractérisée par les micro-intervalles, l'utilisation répétée de grands intervalles et de passages staccatissimo, ainsi que par des changements dynamiques rapides et extrêmes.

« Denisov m'a demandé de tenter de me rapprocher du jeu des instrumentistes à archet qui jouent parfois ainsi, autour des notes, comme la Sonate pour alto de Ligeti, par exemple : pour nos oreilles d'Européens, cela détonne, on se dit d'abord que l'altiste ne joue pas juste. »

— Alain Damiens, Lire, entendre, transmettre

## Structure
La sonate pour clarinette est une composition de musique sérielle et comprend deux mouvements contrastés :
1. Lento, poco rubato
2. Allegro giusto

Le premier mouvement, Lento, poco rubato, est lent et improvisateur, créant une atmosphère mystérieuse et de lamentations, entrecoupé de silences. Le premier thème est composé des lettres du nom de Denisov : D-enisov-E-dison , transposées pour la clarinette en si bémol : sol bémol — fa. L'utilisation des initiales était populaire parmi les compositeurs des Sept de Khrennikov ; Ielena Firsova a utilisé également ses initiales dans sa sonate pour clarinette. Une autre caractéristique d'écriture est le recours à des passages legato rapides construits sur la rangée sérielle du mouvement et un recours aux dynamiques avec une progression en spirales montantes et descendantes. 
Le deuxième mouvement, Allegro giusto, est rapide et fortement rythmé sur sa totalité. L'écriture est totalement différente du premier mouvement aussi bien au niveau des rythmes et des intervalles, que dans le traitement des silences créant un sentiment de discontinuité particulier.

## Enregistrements (sélection)
- Alain Damiens joue Stravinsky (Trois pièces) - Boulez (Domaines) - Denisov (Sonate) - Stockhausen (In Freundschaft) - Donatoni (Clair) - Berio (Sequenza IX, Lied ) (1988, Adda 581066 / Accord) (OCLC 953244964)